# Machaerium juglandifolium
Machaerium juglandifolium är en ärtväxtart som beskrevs av Henry Hurd Rusby. Machaerium juglandifolium ingår i släktet Machaerium och familjen ärtväxter. Inga underarter finns listade i Catalogue of Life.